# 孔斯多夫
孔斯多夫（德语、法语：Consdorf）是卢森堡东部的一个市镇，属于埃希特纳赫县。 